# Memphis Monroe
Pour les articles homonymes, voir Monroe.
Memphis Monroe, née le 23 mars 1985 à La Nouvelle-Orléans (Louisiane), est une actrice pornographique américaine.

## Biographie
Durant sa jeunesse, Memphis Monroe travaille pour Hooters et pose pour le calendrier de cette chaîne de restauration. À 18 ans, elle commence à poser nue. En avril 2005, elle tourne ses premiers films pornographiques.

## Distinctions
Récompenses
- 2009 : AVN Award Best All-Girl Group Sex Scene (Meilleure scène de sexe en groupe entre filles) pour Cheerleaders (avec Jesse Jane, Shay Jordan, Stoya, Brianna Love, Lexxi Tyler, Adrianna Lynn, Sophia Santi et Priya Anjali Rai)[1]

## Filmographie sélective
- 2005 : The 4 Finger Club 22
- 2006 : Lesbian Training 5
- 2007 : Lickalicious 4
- 2008 : Cheerleaders
- 2009 : Barely Legal School Girls 5
- 2010 : For Her Tongue Only
- 2011 : VIP Crew 3
- 2012 : Busty Blonde Bombshells (compilation)
- 2013 : Sweet Mammaries
- 2014 : Dude Don't Fuck My Girlfriend 2
- 2015 : Soaking Wet 3
- 2016 : All Girl Sex Parties